# 2009 en Alberta
Chronologie de l'Alberta
- 2005
- 2006
- 2007
- 2008
- 2009
- 2010
- 2011
- 2012
- 2013

Cette page concerne des événements qui se sont produits durant l'année 2009 dans la province canadienne de l'Alberta.

## Politique
- Premier ministre : Ed Stelmach (Parti progressiste-conservateur)
- Chef de l'Opposition : David Swann (Parti libéral)
- Lieutenant-gouverneur : Norman Kwong
- Législature : 27e (en)

## Événements
- Mise en service de l' Icon Tower 1, immeuble de bureaux situé 104st NW Jasper Ave NW[1] et de l' Icon Tower 2 immeuble de bureaux de 112 mètres de hauteur situé 104st NW Jasper Ave NW [2]à Edmonton.
- Mardi 3 février 2009 :  une Canadienne de 60 ans, d'origine indienne, a donné naissance à des jumeaux prématurés après avoir suivi un traitement de fécondation in vitro en Inde. Les bébés sont nés par césarienne sept semaines avant terme, à l'hôpital Foothills de Calgary (Alberta, ouest)[3].
- Mercredi 4 mars 2009 : la Cour fédérale ordonne au gouvernement d'Ottawa d'aider Ronald Allen Smith, un Canadien originaire de l'Alberta et condamné à mort en 1983, du meurtre de deux Américains par un tribunal du Montana (États-Unis), à obtenir une commutation de sa peine. Le gouvernement conservateur  avait refusé de plaider la clémence auprès des autorités américaines, indiquant qu'il ne demanderait plus désormais que les peines de mort prononcées dans des pays démocratiques soient commuées. Les avocats du condamné ont fait valoir que la décision de non-intervention d'Ottawa constituait une approbation « tacite » de son exécution, ainsi qu'une violation de la Charte canadienne des droits et libertés, un texte constitutionnel[4].
- Mardi 17 mars 2009 : l'ex-président George W. Bush est allé à Calgary, pour livrer un discours.
- Samedi 28 mars 2009 : le groupe pétrolier UTS Energy a réitéré son rejet de l'offre d'achat hostile que lui a faite le groupe pétrolier français Total E&P Canada en janvier pour un montant de 617 millions $Can (environ 370 millions d'euros). L'actif principal d'UTS Energy est une participation de 20 % dans un important projet dans les sables bitumineux de l'ouest canadien, le projet Fort Hills, situé en Alberta et dont les ressources sont estimées à 4 milliards de barils de bitume, auquel s'ajoute désormais « une nouvelle découverte importante » de sables bitumineux.
- Samedi 2 mai 2009 : 56 cas confirmés de grippe H1N1 dans tout le Canada : 19 cas en Colombie-Britannique, 14 en Nouvelle-Écosse, 12 en Ontario, 8 en Alberta, 2 au Québec et un au Nouveau-Brunswick.
- Vendredi 8 mai 2009 : premier décès canadien « lié » à la grippe H1N1 dans la province de l'Alberta (ouest).
- Samedi 16 mai 2009 : 520 cas confirmés de grippe H1N1 dans tout le Canada, dont 187 en Ontario, 100 en Colombie-Britannique, 71 au Québec, 67 en Alberta, 66 en Nouvelle-Écosse…

## Décès
- 29 mars : Ivor Dent (en), maire d'Edmonton.
- 29 mai : Henry Bassen, surnommé Hank Bassen, (né le 6 décembre 1932 à Calgary en Alberta au Canada - mort à Calgary), gardien de but professionnel de hockey sur glace[5]. Il est le père des joueurs de hockey Bob Bassen et Mark Bassen ainsi que le grand-père de Chad Bassen[6].
- 14 octobre : Wilfried  Karl Backhaus (né le 7 novembre 1946 à Freckenhorst, Allemagne – décédé à Calgary), créateur de jeux de rôles ainsi qu'un professeur de commerce et un avocat.  Il a été le cocréateur du jeu de rôle Chivalry and Sorcery. Plus récemment, il a animé un panel lors d'une conférence à l'Université du Maryland et était un invité spécial à la CalCon[7].